# Zosperamerus zonatipes
Zosperamerus zonatipes är en insektsart som beskrevs av Bruner, L. 1908. Zosperamerus zonatipes ingår i släktet Zosperamerus och familjen gräshoppor. Inga underarter finns listade i Catalogue of Life.